# 科茲盧克
科茲盧克是土耳其的城鎮，位於該國東南部，由巴特曼省負責管轄，西面是迪亞巴克爾省，該鎮在1990年5月18日年前隸屬於錫爾特省，2008年人口21,380。	